# 青汁

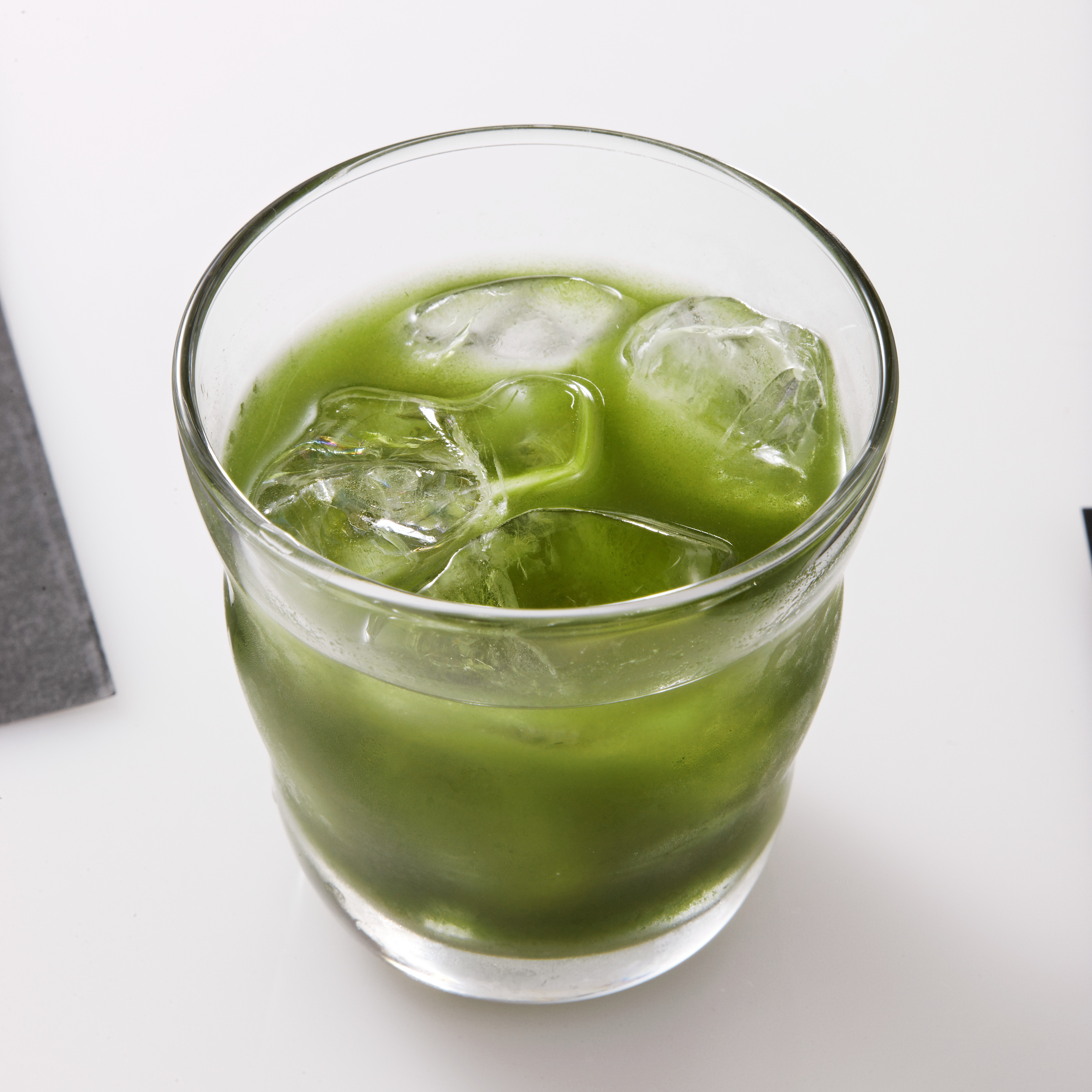
一瓶加冰的青汁

青汁（日语：あおじる）是一种源自于日本的蔬菜汁，最常见的版本的是由羽衣甘蓝或大麦的幼苗制成。 尽管青在日语中有“蓝色”的意思，但是在某些语境中仍然可以指代为绿色植被。
青汁是1943年10月由远藤仁郎博士发明的。他是一名军医，他尝试从各种蔬菜的废弃叶子中提取果汁，以补充他家人在战时微薄的饮食。他将儿子的肺炎治愈和妻子肾炎的康复归功于青汁，并在 1949年得出结论，羽衣甘蓝是他果汁的最佳成分。
青汁在1983年被日本品牌Q'SAI（キューサイ）推广，他开始销售100%粉状的羽衣甘蓝青汁作为膳食补充剂，并在2000年化妆品巨头FANCL开始大规模零售这种汁液后销量激增。今天，许多日本公司生产青汁，通常使用羽衣甘蓝、大麦或小松叶作为饮料的基础，2005 年青汁市场规模超过5亿美元。
青汁的味道并不好喝，以至于有些日本的综艺节目会以喝下一瓶青汁作为惩罚游戏。但是，青汁的最新配方试图将原本的苦味降至最低。
1990年，演员和前棒球运动员八名信夫成为了Q'SAI的代言人，他以自己对青汁的印象，说出了著名的广告标语：“真难喝！再来一杯。”
青汁富含维生素和矿物质，因此在接受某些治疗或服用某些药物时应格外小心。高含量的钾、磷和维生素A会恶化透析患者的健康，而高含量的维生素K可能会降低治疗循环问题药物的有效性。